# Elton John One Night Only
Elton John One Night Only – The Greatest Hits – koncertowy album Eltona Johna wydany w roku 2000. Został zarejestrowany 20 i 21 października 2000 roku w Madison Square Garden. Poszerzona wersja została wydana na DVD.

## Lista utworów
1. Goodbye Yellow Brick Road – 3:18
2. Philadelphia Freedom – 5:21
3. Don't Go Breaking My Heart – 4:19 (Carte Blanche/Ann Orson) (z Kiki Dee)
4. Rocket Man (I Think it's Gonna be a Long, Long Time) – 5:43
5. Daniel* – 3:50
6. Crocodile Rock – 4:13
7. Sacrifice – 5:20
8. Can You Feel the Love Tonight? – 3:59 (Elton John/Tim Rice)
9. Bennie and the Jets – 5:02
10. Your Song – 4:17 (z Ronanem Keatingem)
11. Sad Songs (Say So Much) – 3:54 (z Bryanem Adamsem)
12. Candle in the Wind – 3:45
13. The Bitch is Back* – 4:12
14. Saturday Night's Alright for Fighting – 4:38 (z Anastacią)
15. I'm Still Standing – 3:04
16. Don't Let the Sun Go Down on Me – 5:59
17. I Guess That's Why They Call it the Blues – 5:10 (John/Davey Johnstone/Bernie Taupin) (z Mary J. Blige)

* – bonusowe utwory z wydania australijskiego